# Dolmen di Monte Longu
Il dolmen di Monte Longu ("monte lungo") è un monumento sepolcrale preistorico situato nel comune di Dorgali, provincia di Nuoro, da cui dista circa tre chilometri. Posto sulle pendici meridionali del monte Bardia a poca distanza dalla Roccia de Monte Longo, da una altezza di 513 m s.l.m. domina l'ampia valle che guarda verso il centro turistico di Cala Gonone, nel golfo di Orosei.

## Descrizione
Quello di Monte Longu è uno tra i dolmen meglio conservati del territorio di Dorgali, che ne conta circa quattordici di cui sei in ottime condizioni. Si caratterizza da questi, come anche dalla quasi totalità dei dolmen della Sardegna, per essere costruito in pietra calcarea.
La sua ubicazione su di un costone caratterizzato da forte pendenza fa sì che la parte posteriore del vano funerario, come anche una parte del peristalite (anello di lastre di pietra infisse nel terreno "a coltello" con funzione di contenimento del tumulo), sfruttino gli affioramenti naturali della roccia, tanto che il lastrone di copertura, un monolite poligonale di tre metri di lato e circa 30 cm di spessore, poggia in parte sul terreno, opportunamente preparato prima della posa.
Il vano funerario ha pianta rettangolare da m 2,10 per 1,50 ed una altezza 1,20 ed era, in origine, delimitato da cinque o sei lastroni ortostatici adeguatamente sagomati. All'attualità ne restano in posa quattro mentre un quinto giace sul terreno spezzato. Il pavimento, ghiaioso, presenta i segni evidenti di ripetuti scavi clandestini.
Pure in assenza di reperti archeologici recuperati in loco, gli studi effettuati sui dolmen del dorgalese portano ad affermare che quello di Monte Longu sia contemporaneo a quelli di Motorra e di Ladas-Luras e pertanto ascrivibile alla cultura di Ozieri, un periodo di tempo che va dal 3200 a.C. al 2800 a.C.